# Koforidua
Koforidua ist eine Stadt im westafrikanischen Ghana und zählte bei der Volkszählung 2010 ca. 120.971 Einwohner. 1984 waren es noch 58.731. Einige Quellen bezeichnen Koforidua auch mit New Juaben.

## Geografie
Koforidua ist die Hauptstadt der Eastern Region und liegt ca. 80 km nördlich der Hauptstadt Accra an dem Hauptverkehrsweg von Accra Richtung Norden. Koforidua liegt am Fuß des Mountain Obuotabiri in einer Tallage eingeschlossen von den Juaben-Bergen. Der Fluss Densu fließt an der Stadt vorbei.

## Geschichte
Koforidua wurde 1834 als Hauptort der als „Neu-Juaben“ bezeichneten, neugegründeten Ashanti-Enklave gegründet. Die Gründer waren Flüchtlinge aus Juaben, das 1832/34 offen gegen Königreich Asante rebelliert und seine Unabhängigkeit erklärt hatte. Eine Aschanti-Armee besetzt daraufhin nach schwacher Gegenwehr die Region, wodurch sich ein beträchtlicher Teil der Bevölkerung veranlasst sah, angesichts der nun drohenden Vergeltungsmaßnahmen des Aschanti-Königs das Land zu verlassen. Man zog in südöstliche Richtung, wo man an der Grenze zwischen den Königreichen Akim-Abuakwa und Akwamu mit Billigung der dortigen Herrscher neue Siedlungsplätze fand. Hauptort der neuen Enklave wurde das neugegründete Koforidua.
Als es im Zusammenhang mit der Zerstörung des Aschanti-Reiches, der Entthronung des Aschanti-Königs und dem Niederbrennen von Kumasi durch die Briten im Jahre 1874 zur Abspaltung zahlreicher, bislang zu Asante gehöriger Provinzen kam, war auch Juaben unter ihnen. Juaben rebellierte offen gegen die aschantische Vorherrschaft und man sah im Zusammenhang mit der Niederlage Asantes auch die Chance, sich dauerhaft dem Einfluss des nunmehr probritischen Aschantikönigs zu entziehen. Man erklärte kurzerhand die Unabhängigkeit gegenüber der aschantischen Konföderation. Zusammen mit ebenfalls abtrünnigen Regionen wie Salaga, Atebubu, Yeji, Buëm, Kratschie und einigen Gruppen aus Nsuta und Kwahu schloss man sich 1875 in der sog. „Nordost-Allianz“, dem Vorläufer der Brong-Konföderation zusammen. Im Zuge der Rebellion wurden aschantische Beamte, aber auch ganz normale Händler und Handwerker, deren Herkunft nach Kumasi oder in das Stammland von Asante wies, ermordet. Um die Rebellion niederzuschlagen, marschierte daraufhin eine Aschanti-Armee am 12. September 1875 in Juaben ein. Der Sieg war schnell errungen und die hiesigen Rebellenführer ins Exil getrieben. Der Dwabenhene selbst war gefangen genommen und nach Kumasi verschleppt worden. Zahlreiche Einwohner von Juabin verließen im Zuge der Ereignisse das Land in südöstlicher Richtung und zogen zu ihren Landsleuten und Verwandten nach „Neu-Juaben“, das einst im Jahre 1832 als aschantische Enklave gegründet worden war.

## Einwohnerentwicklung
Die folgende Übersicht zeigt die Einwohnerzahlen nach dem jeweiligen Gebietsstand seit der Volkszählung 1970.
| Jahr | Einwohner |
| ---- | --------- |
| 1970 | 46.235    |
| 1984 | 58.731    |
| 2000 | 87.315    |
| 2010 | 120.971   |

## Wirtschaft
Wichtig ist in der Gegend um Koforidua der Kakaoanbau, von dem die Menschen hier zu einem großen Teil leben. Ebenso bedeutsam ist der Anbau von Weizen, Maniok (Kassava) und die Produktion von Palmöl. Zudem ist Koforidua ein wichtiges Zentrum der Forstwirtschaft.

## Religion
Seit 1992 ist Koforidua der Hauptort einer römisch-katholischen Diözese, die aus 92 Kirchen, 118 Kapellen und 11 Pfarreien besteht. Betreut werden die Einrichtungen von 30 diözesanen Priestern, 20 Missionaren und über 600 Katechisten. Die Diözese betreut insgesamt 15 Krankenhäuser.

## Söhne und Töchter der Stadt
- Hackman Owusu-Agyeman (* 1941), ghanaischer Politiker
- Amma Darko (* 1956), ghanaische Schriftstellerin
- Gershon Koffie (* 1991), ghanaischer Fußballspieler